# Kuti Reussi no 2

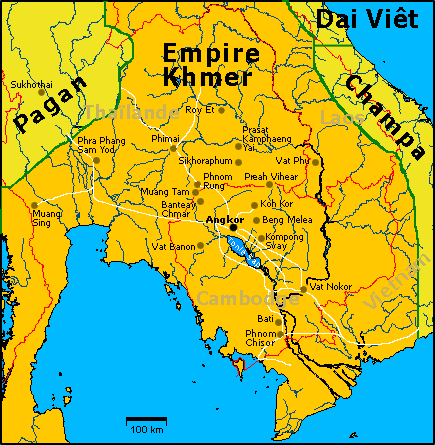
Principaux sites khmers

Kuti Reussi #2 est une chapelle d'hôpital construite par Jayavarman VII située à proximité du Prasat Muang Tam, dans la province de Buriram, amphoe de Prakhon Chai, en Thaïlande.
Selon une inscription découverte à Ta Prohm, le roi Jayavarman VII fit construire 102 Arogayasalas (ou Arogyasalas), des hôpitaux répartis sur l'ensemble de l'empire le long des principales routes. On pense que les Kuti Reussi ou Kuti Rishi (littéralement cellules d'ascètes) de Thaïlande étaient des chapelles situées à proximité de ces hôpitaux. On pense que les hôpitaux eux-mêmes étaient construits en bois. De nombreuses inscriptions en Khmer et en Sanscrit ont été retrouvées à proximité de ces arogayasalas, en rapport avec ces hôpitaux.
Le plan de Kuti Reussi #2 est simple : c'est une petite tour à redents construite en latérite, face à l'est, située dans un petit enclos ; devant la tour de 7 mètres sur 7 se trouve un porche de 3,2 mètres sur 2,2. Le gopura unique est orienté également vers l'est, en direction du baray du Prasat Muang Tam, situé à 300 mètres.

## Photographies

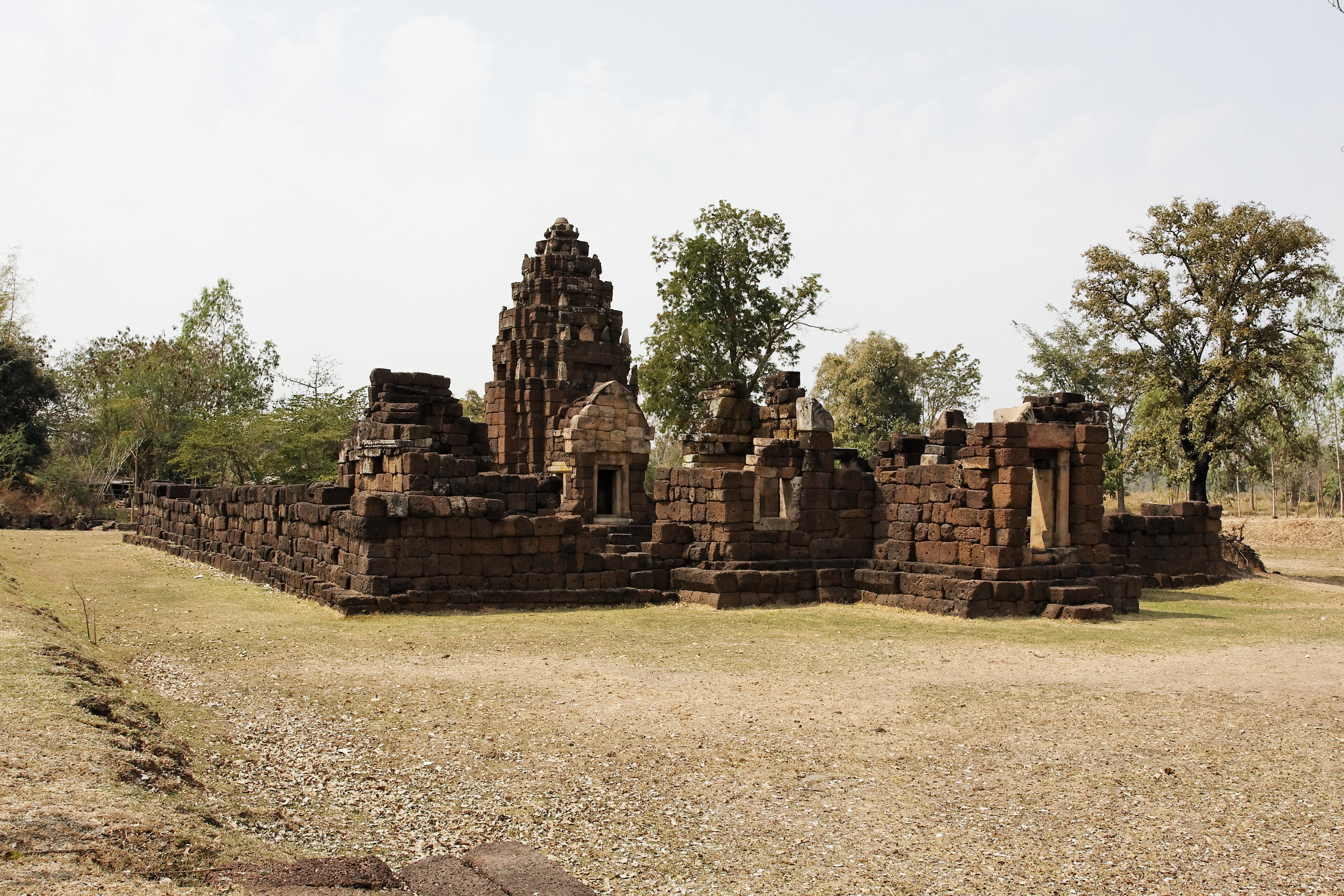
Vue d'ensemble
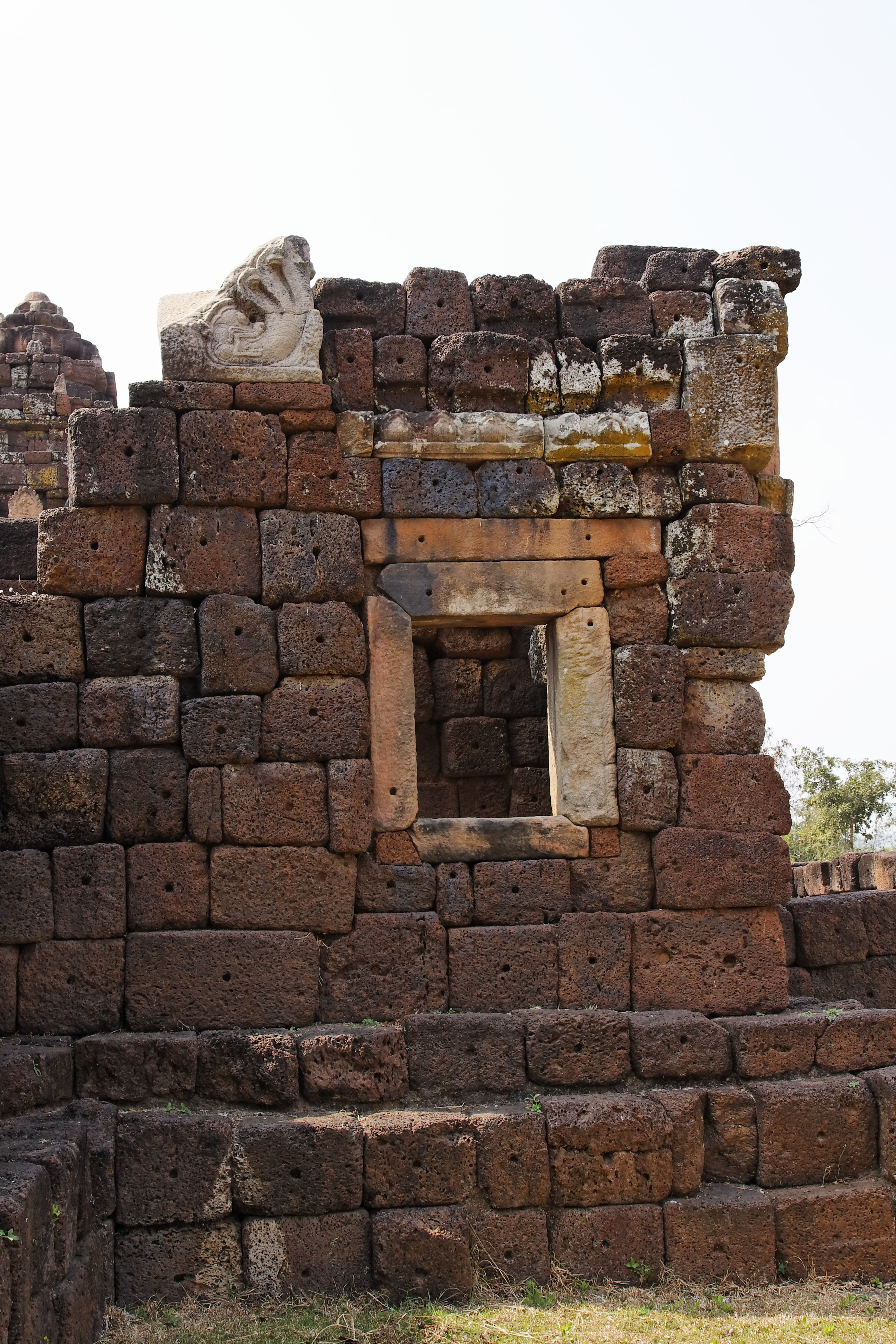
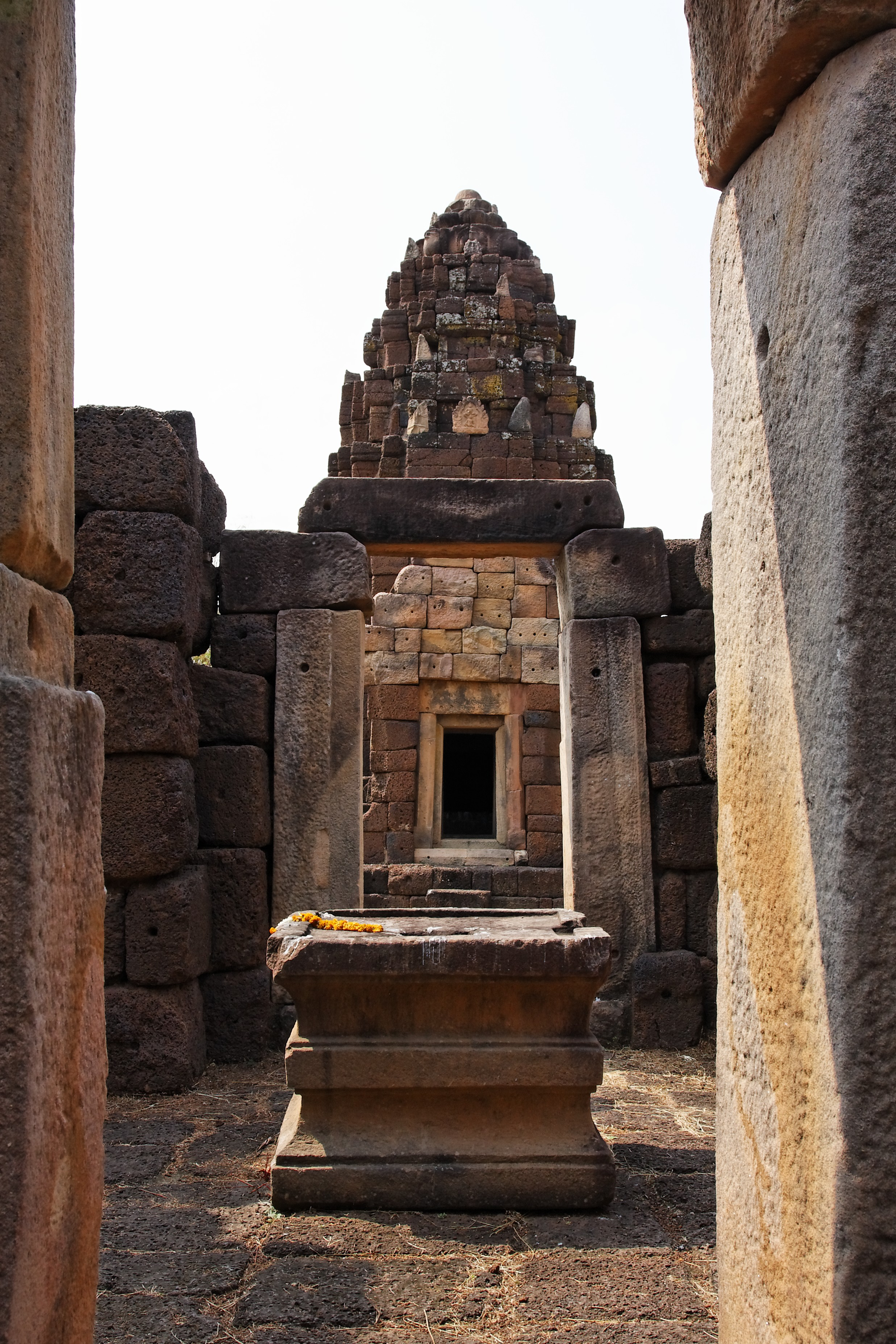
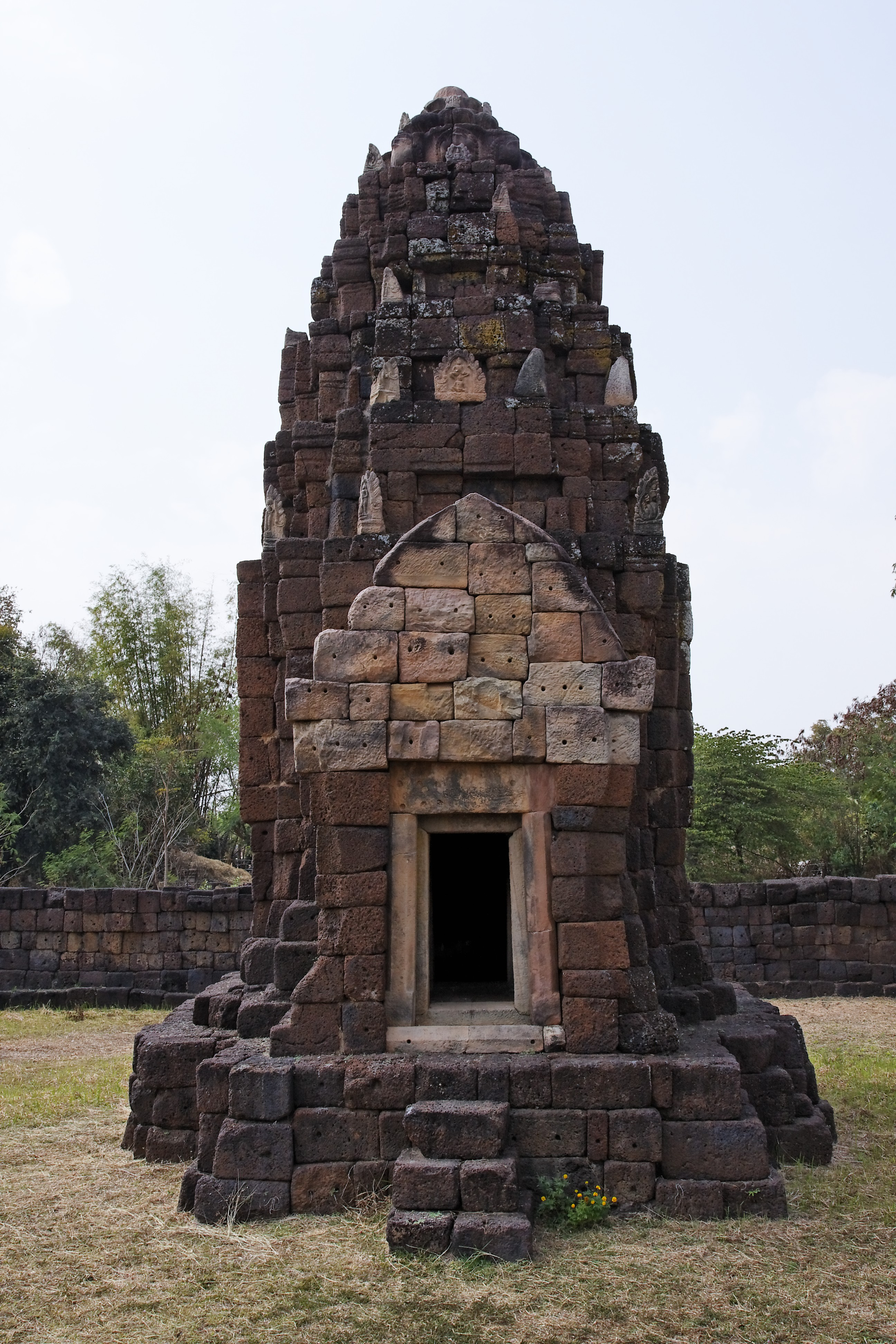
La chapelle et son porche
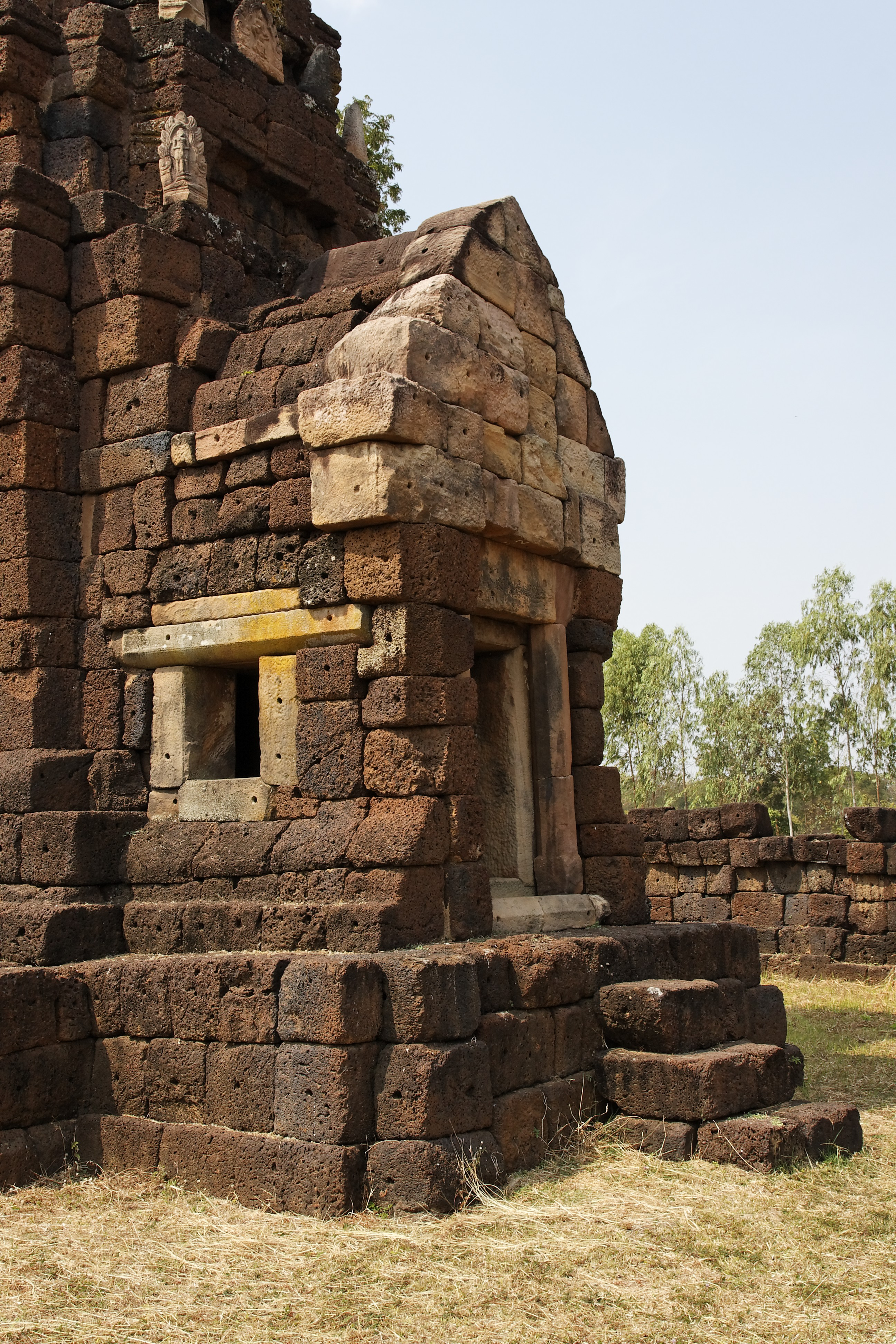
Porche de la chapelle
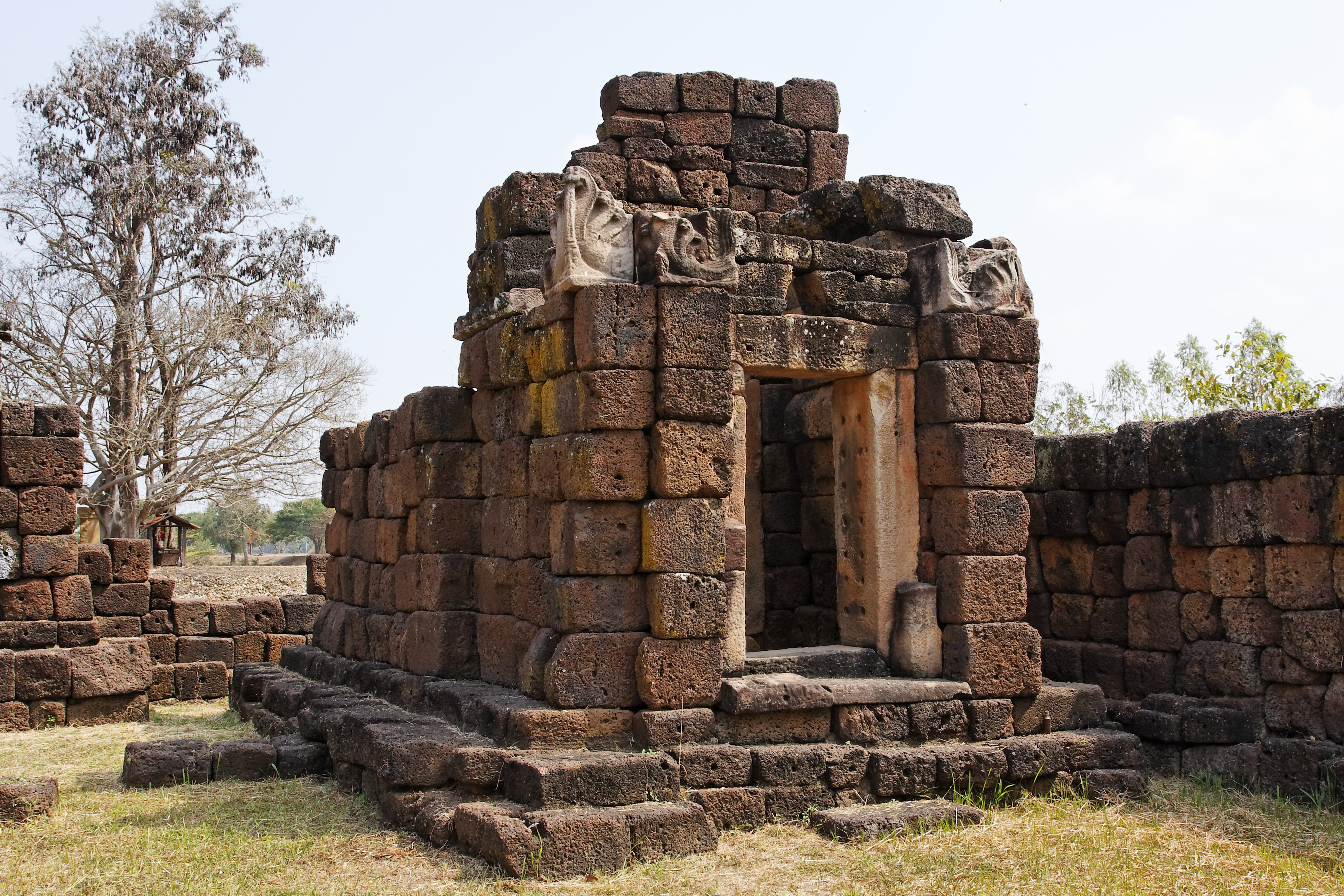
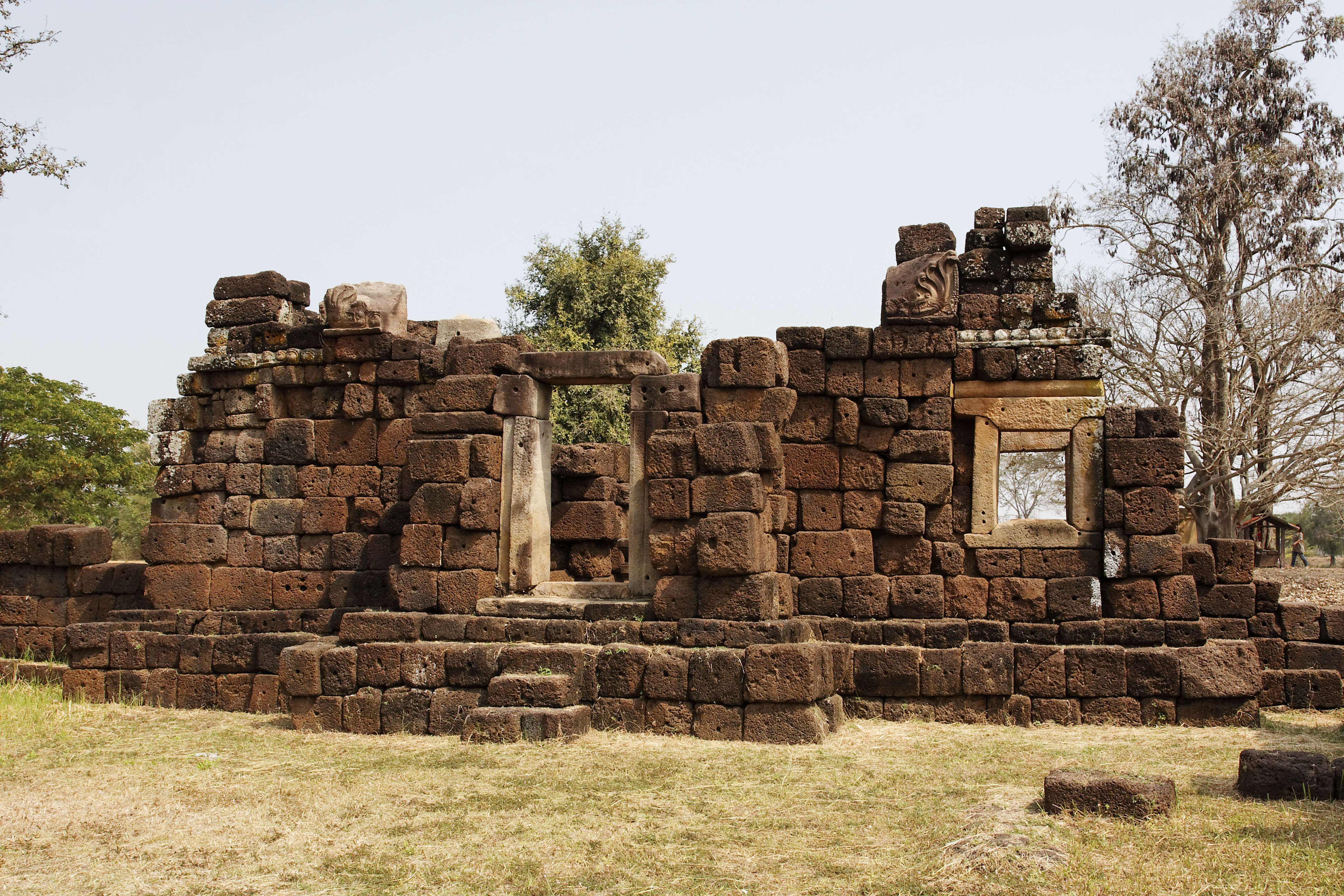